# 群众组织事务临时办公室
群众组织事务临时办公室（缩写为POMOA）是埃塞俄比亚历史上的一个政治组织。1975年12月，德尔格政权建立该组织，旨在成为一个让不同的马克思列宁主义组织参与革命进程的平台，并推动群众的政治化和组织化。1979年12月，随着德尔格政权建立埃塞俄比亚劳动人民党组织委员会，该组织解散。